# Carapafett
Carapafett, även kallat touloucouna eller andirobaolja (CAS-nr 352458-32-3), är ett slags fett som utvinns ur frukter av flera arter inom släktet Carapa. Ett par av dessa, som Carapa guianiensis och moluccensis, lämnar flytande fett, medan Carapa procera lämnar ett fast fett (upp till 25 °C).
Såväl de flytande som det fasta fettet består av glycerider av palmitinsyra, stearinsyra och oljesyra i växlande proportioner. De har en transparent gul färg och bitter smak.
Oljan kan i fröna uppgå till en halt av 65 % och utvinns genom uppvärmning och pressning. Dess användning finns främst inom tvåltillverkning.